# Pete Parada
Pete Parada (9 de julio de 1973) es un baterista estadounidense que ha sido miembro de varios conjuntos musicales notables. Parada se inició en 1996 cuando se unió a Steel Prophet, registro un álbum con ellos un año más tarde. Posteriormente se incorporó a Face to Face y Saves the Day y también ha estado asociado con las bandas de metal Engine y Halford y con la banda de punk Alkaline Trio. En 2007 se convirtió en el nuevo batería de The Offspring hasta su salida en agosto de 2021, cuando anunció que había sido despedido de la banda por negarse a vacunarse contra el COVID-19 por recomendación médica y por haber ya contraido el virus. En una entrevista en noviembre de 2021, Holland y Wasserman detallaron los "obstáculos" que siguieron encontrando al considerar lo que sería necesario para organizar una gira con un miembro del grupo no vacunado, y dijeron que la decisión había sido tomada “por el momento”, pero Parada había anunciado que fue despedido no solo de la gira sino también del estudio.

## Discografía
Con Engine
- Engine (1999)
- Superholic (2002)

Con Halford
- Resurrection (2000)

Con Ali Handel
- Dirty Little Secret (2000)

Con Face to Face
- The Devil You Know (God is a Man) (1999)
- Ignorance is Bliss (1999)
- Reactionary (2000)
- Standards & Practices (2001)
- Dropkick Murphys split (2002)
- How to Ruin Everything (2002)

Con Jackson/Jackson United
- Jackson (2003)
- Western Ballads (2004)

Con Saves The Day
- In Reverie (2003)
- Sound the Alarm (2006)
- Bug Sessions Volume One (2006)

Con The Offspring
- Days Go By (2012) (4 canciones)
- Let the Bad Times Roll (2021)